# Bulgarialeurodes cotesii
Bulgarialeurodes cotesii es un hemíptero de la familia Aleyrodidae, subfamilia Aleyrodinae.
Bulgarialeurodes cotesii fue descrita científicamente por primera vez por Cohic en 1966.